# Alma Bennett
Alma Bennett (ur. 9 kwietnia 1904 w Seattle, zm. 16 września 1958 w Los Angeles) – amerykańska aktorka filmowa.

## Wybrana filmografia
- 1925: Zaginiony świat
- 1927: Długie spodnie